# 스테파니 글레저

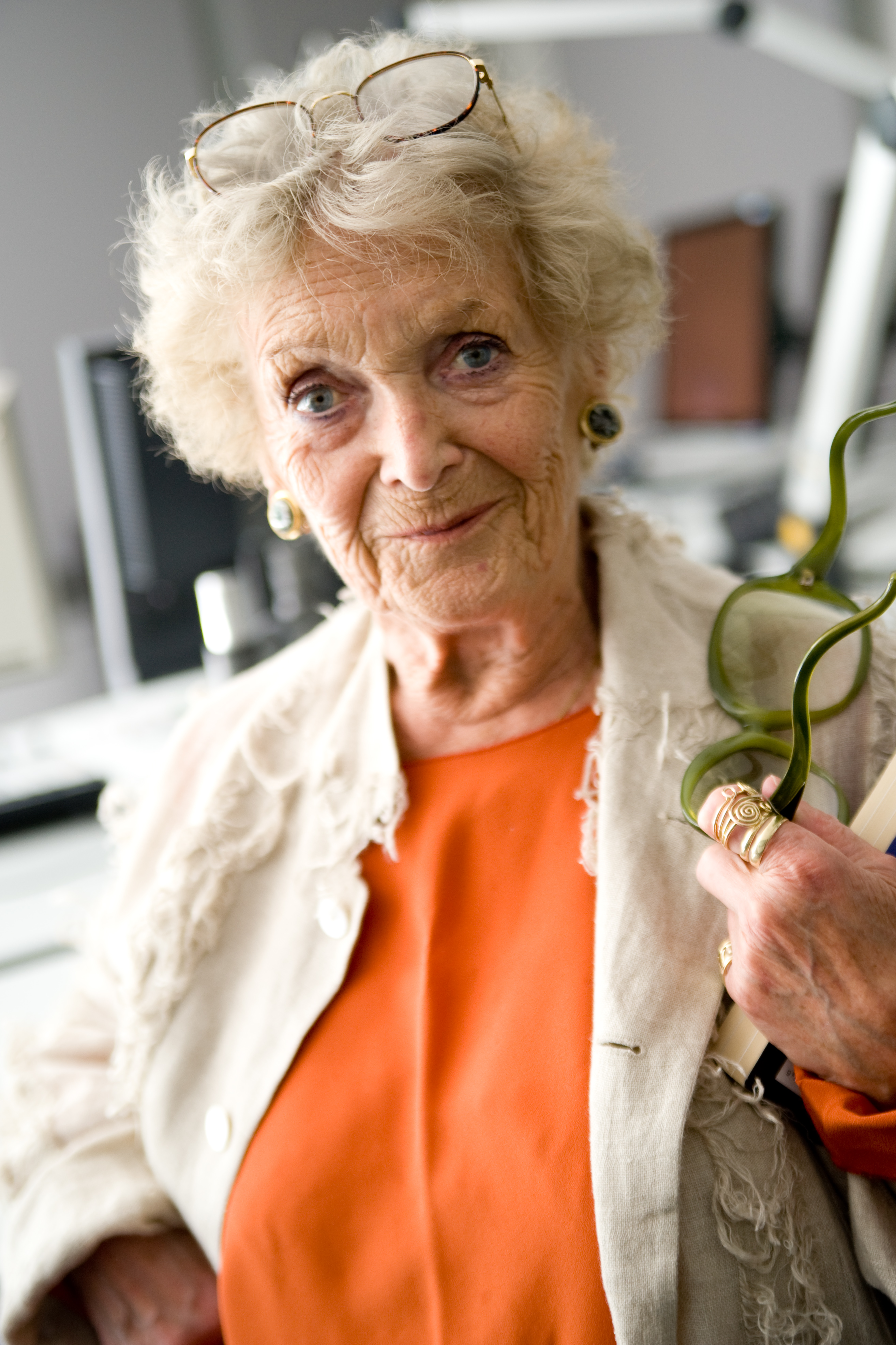

스테파니 글레저(Stephanie Glaser, 1920년 2월 22일 ~ 2011년 1월 14일)는 [[스위스]의 연극 배우, 영화배우이다.
뇌샤텔에서 태어났다.

## 영화
- 머더 비하인드 더 커튼 (2011년)
- 웨어 더 그래스 이즈 그리너 (2008년)
- 탄두리 러브 (2008년)
- 할머니와 란제리 (2006년)
- 내 이름은 오이겐 (2005년)
- 슈테르넨베르크 (2004년)